# DC United
El DC United és un club de futbol professional de la ciutat de Washington DC, equip de la Major League Soccer des de 1996, és un dels seus clubs fundadors. Tenen l'estadi a l'Audi Field, un estadi de futbol inaugurat el 2018, abans jugava a l'històric estadi RFK Stadium, inaugurat el 1961 amb una capacitat de 45.000 espectadors, construït pel beisbol però actualment adaptat per la pràctica del futbol. Juga amb samarreta i pantalons negres a casa, a fora juga amb samarreta i pantalons blancs, i sempre juga amb tocs vermells, el seu tercer color. A l'escut tenen una àliga negra que vola en un fons vermell, i com a mascota també una àliga negra que representa el govern federal de Washington D.C.
El DC United ha guanyat la Copa MLS en quatre ocasions. A més va guanyar tres vegades la US Open Cup i la MLS Supporters' Shield en quatre ocasions. El 1998, es va convertir en el primer club nord-americà a ser campió de la Copa de Campions de la CONCACAF i la Copa Interamericana. És l'únic del país que ha guanyat un trofeu a nivell intercontinental. És considerat com un dels equips més importants del futbol als Estats Units amb tretze títols oficials.
El DC United és l'únic equip nord-americà que ha participat en la Copa Sud-americana jugant en les edicions 2005 i 2007 i és l'únic equip al costat del Sporting Kansas City i dels New York MetroStars que hi ha participat en una competència organitzada per la Conmebol.

## Història
El DC United fou fundat el 1995 i és un dels clubs fundadors de l'MLS. Actualment és un dels millors clubs de la història de la Major League Soccer, ja que és el segon equip que més títols ha guanyat, un total de 4 MLS Cup (Copa MLS), 4 MLS Supporters 'Shield (Escut dels seguidors de l'MLS) al millor equip de la lliga regular i dues US Open Cup. El 1998 va ser el primer equip dels Estats Units en guanyar la Copa de Campions de la CONCACAF i la Copa Interamericana. I també té l'honor d'haver guanyat les dues primeres Copes MLS de la història (1996 i 1997).

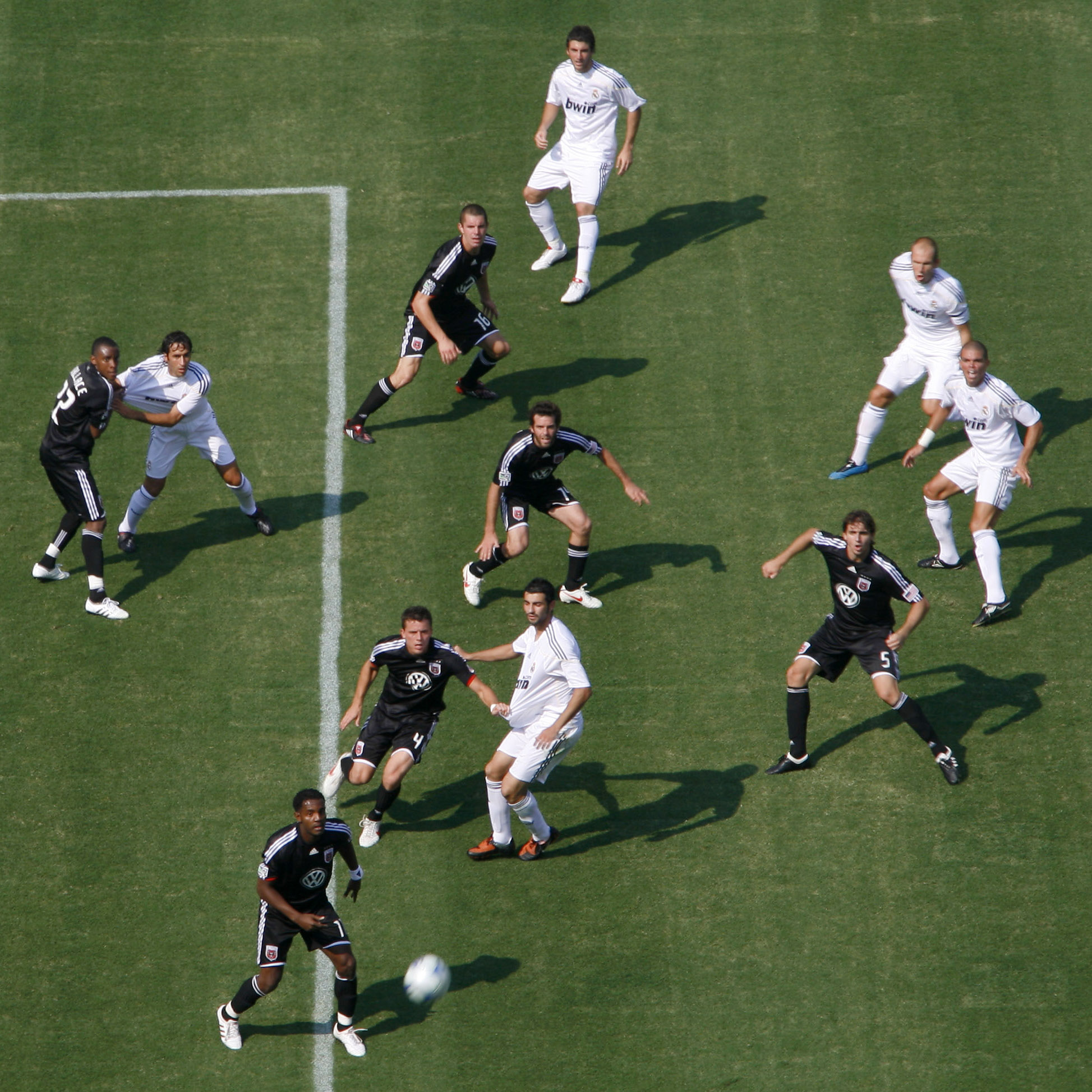
Un partit del DC United contra el Reial Madrid.

### Fundació
Abans de la Copa del Món de Futbol de 1994, la Federació de Futbol dels Estats Units va complir la promesa realitzada a la FIFA, ajudant en la creació d'una nova lliga professional. El 15 de juny de 1994, la Major League Soccer va seleccionaplay-offla ciutat de Washington DC com una de les 22 ciutats candidates per acolliplay-offun dels primers set equips de l'MLS. El nom de l'equip va ser seleccionat com un reflex de noms de clubs anglesos com el Manchester United FC o el Newcastle United.

### Època daurada

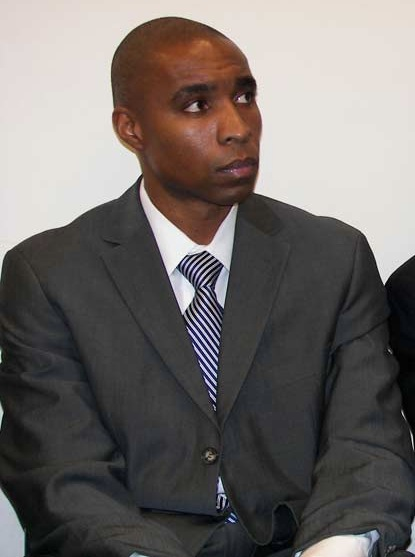
Eddie Pope, va marcar el gol del títol en la final de la Copa MLS 1996.

El DC United va debutar en el partit inaugural de la Major League Soccer enfront de San Jose Clash, partit que es va desenvolupar el 6 d'abril de 1996 en el Spartan Stadium de San José, Califòrnia, l'històric partit que va culminar amb derrota 0-1. L'equip va finalitzar en la segona posició de la Conferència Est i es va instal·lar en llocs de play-offs. En els play-offs, El DC United es va sacrificar molt per aconseguir la final del campionat, va haver de derrotar els NY/NJ MetroStars en les semifinals de conferència i eliminar el Tampa Bay Mutiny en les finals de conferència. Posteriorment en la Copa MLS, El DC United va vèncer en una dramàtica final per 3-2 a Los Angeles Galaxy amb gol d'or d'Eddie Pope en la pròrroga.
El DC United també va guanyar un torneig, però aquesta vegada va ser la US Open Cup, que va derrotar sense complicacions a l'equip de segona divisió Rochester Rhinos per 3 a 0.
El 1997 el club va obtenir la primera posició de la Conferència Est i va confirmar el seu millor moment a l'MLS després d'alçar-se amb la segona Copa MLS, després de vèncer en un atapeït partit enfront dels Colorado Rapids per 2-1. A més, l'entrenador Bruce Arena va ser distingit com l'entrenador de l'any de la lliga.
El 1998 va ser un any històric per al futbol nord-americà, ja que el DC United va guanyar el seu primer trofeu continental, la Copa de Campions de la CONCACAF, després d'eliminar per golejada en quarts de final al Joe Public per 8-0 i derrotant en semifinals al Club León per 2-0. Posteriorment va jugar la gran final davant el Toluca i va vèncer els mexicans pel compte mínim amb anotació d'Eddie Pope, va ser el primer campionat internacional per a un equip dels Estats Units en tota la història. Pel fet d'haver guanyat la Concacaf, El DC United va disputar la Copa Interamericana enfront del Vasco da Gama del Brasil, en el partit d'anada desenvolupat a casa va ser derrotat per 0-1, i en el partit de tornada va aconseguir un històric triomf per 2-0 i quedant-se amb l'última edició del torneig intercontinental.
El 1999 el DC United va dominar la temporada regular igual que el 1997 i 1998, el mateix que en els play-offs, i va guanyar el tercer trofeu de la Copa MLS després de derrotar els Los Angeles Galaxy per 2-0 amb anotacions de Jaime Moreno i Ben Olsen.

### Decadència i campió de la Copa MLS 2004
Després de l'èxit del club en els primers quatre anys d'existència de l'MLS, El DC United va perdre hegemonia futbolística a partir de l'any 2000, i va seguir així el 2001 i 2002 on va finalitzar com el pitjor equip en el torneig. Arran del baix rendiment del club, Thomas Rongen va ser destituït i reemplaçat per l'anglès Ray Hudson, qui es va mantenir en el càrrec de director tècnic fins a la fi de la temporada 2003.
En l'edició 2004 va assumir l'estrateg polonès Piotr Nowak després de l'acomiadament de Hudson. Va ser irregular el rendiment del club en la primera meitat de la temporada regular, no obstant això, l'equip va millorar els resultats gràcies a les incorporacions com l'argentí Christian Gómez i va aconseguir classificar-se per la fase final. En la final de la Copa MLS 2004, va superar als Kansas City Wizards per 3 gols a 2 i va aconseguir la quarta Copa MLS de la seva història.

### (2005 - Present)
El 2005 va entrar en la història de l'MLS, en convertir-se en el primer club nord-americà a participar en la Copa Sud-americana, aconseguint els vuitens de final. Des de 2006, l'equip ha obtingut un bona campanya en la temporada 2006; acabant en el primer lloc en la Conferència Est, va arribar a les finals de conferència i va aconseguir bons resultats en amistosos internacionals, superant al Celtic; campió de la Premier League d'Escòcia; i al Reial Madrid a Seattle. També, l'Equip de les Estrelles de l'MLS de 2006, que va incloure a set jugadors del club i que va ser dirigit per l'entrenador Piotr Nowak. Malgrat perdre's els play-offs de l'MLS el 2008, El DC United va guanyar la US Open Cup.
La temporada 2010 va culminar en l'última posició en la Conferència Est i en la taula general; 6 victòries, 4 empats i 20 derrotes. El 2012 després de cinc anys, El DC United es va classificar pels play-offs de l'MLS després de vèncer en un sofert partit davant el Columbus Crew per 3 gols a 2, fent una bona temporada regular i va aconseguir les finals de conferència dels play-offs. A l'any següent va concloure amb mals resultats a l'MLS 2013 i va finalitzar últim en la Conferència Est, i sent el pitjor any en la història del club. Malgrat el mal any, el DC United va guanyar la US Open Cup 2013 per tercera vegada després de derrotar en la final per 1-0 al Real Salt Lake.
L'any 2014 el DC United es va alçar amb el primer lloc de la Conferència Est i amb 59 punts, fent una extraordinària remuntada pel que fa a la temporada passada, on amb prou feines van sumar 16 punts. No obstant això, van quedar eliminats en les semifinals de conferència davant el seu rival, els New York Red Bulls. Ben Olsen i Bill Hamid, van ser distingits com el millor entrenador de l'any de l'MLS i el millor porter de la lliga, respectivament. Bobby Boswell i Hamid van sortir triats a l'onze ideal de l'any de l'MLS.

## Uniforme

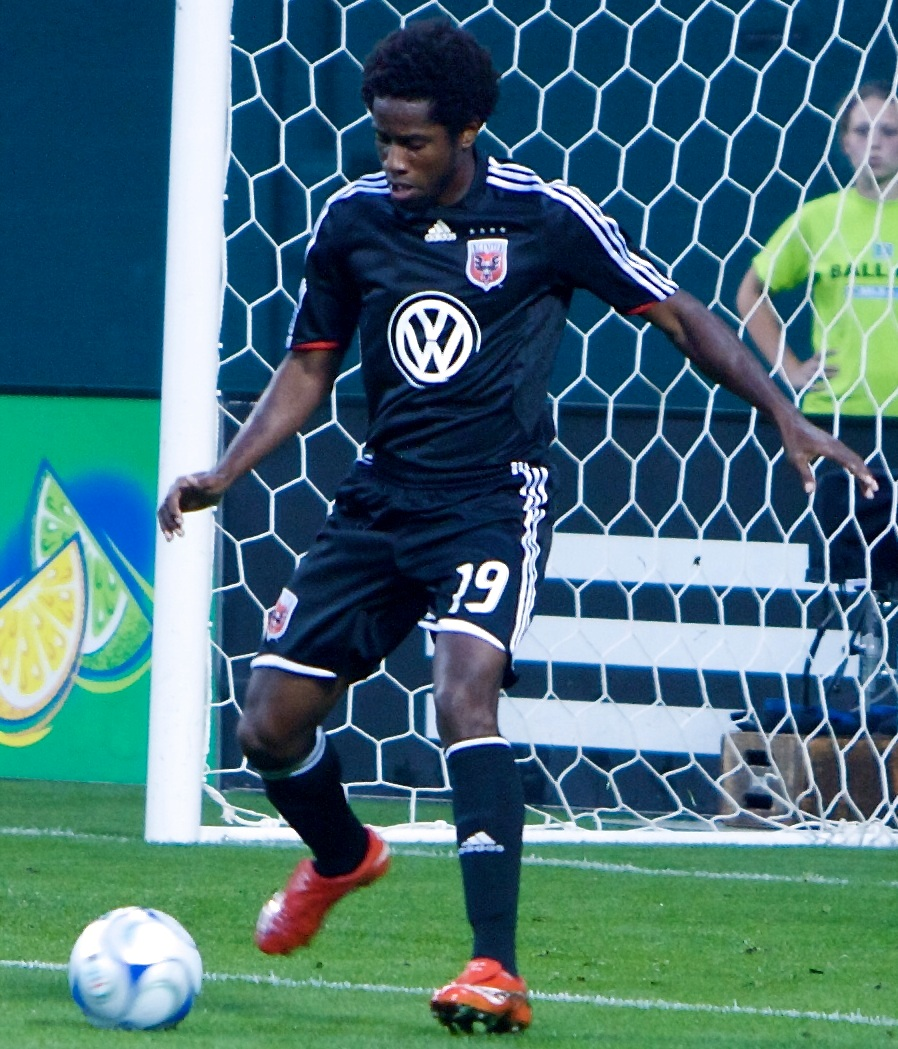
El migcampista Clyde Simms amb l'uniforme titular de la temporada 2009.

Els colors de l'equip van ser anunciats el 17 d'octubre de 1995 juntament amb els dels altres deu equips fundadors de la lliga, durant una presentació a Nova York. El negre i el vermell són els colors principals del club. El 2011 es va implementar el tercer equipament de color vermell amb franges negres. Abans de l'acord de patrocini amb Volkswagen, les tres línies se situaven en la part davantera de la samarreta, i el principal proveïdor de la indumentària de la capital és la marca alemanya Adidas.
- Uniforme titular: Samarreta negra, pantalons negres i mitges negres.
- Uniforme alternatiu: Samarreta blanca, pantalons blancs i mitges blanques.

### Evolució de l'uniforme: uniforme titular
| 1996-2001 | 2002-2003 | 2004-2005 | 2006-2007 | 2008–2009 | 2010-2011 | 2012–2013 | 2014-2015 |  |

| 2016-2017 | 2018- |  |

### Evolució de l'uniforme: uniforme alternatiu
| 1996-1997 | 1998-1999 | 2000-2002 | 2003-2004 | 2005 | 2006-2007 | 2008-2009 | 2010-2011 |  |

| 2012-2014 | 2015-2017 | 2017- |

## Palmarès
- MLS Cup (4): 1996, 1997, 1999, 2004
- MLS Supporters' Shield (4): 1997, 1999, 2006, 2007
- US Open Cup (3): 1996, 2008, 2013
- Copa de Campions de la CONCACAF (1): 1998
- Copa Interamericana (1): 1998

## Estadis
- RFK Stadium (1996-2018)
- Audi Field (2018-present)

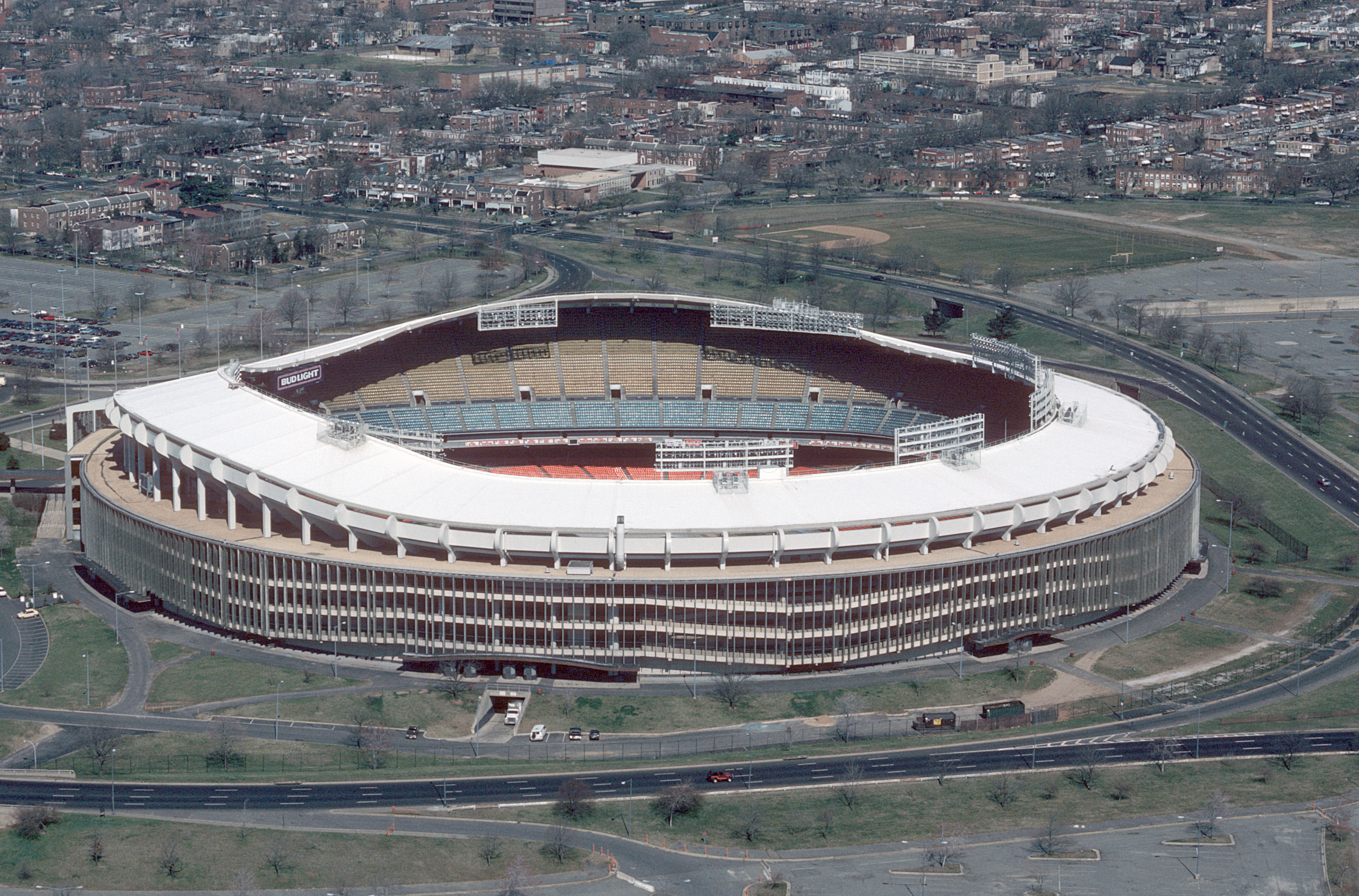
RFK Stadium, l'antic estadi del DC United.

El DC United va jugar de local al RFK Stadium entre 1996 i 2017, situat al Riu Anacostia, recinte que és propietat del Districte de Columbia i és operat pel DC Sports & Entertainment Commission. Aquest recinte ha estat la seu del club des de la fundació, el 1996. La construcció va començar el 1960 i va ser inaugurat l'1 d'octubre de 1961. A l'origen era concebut per a esdeveniments de beisbol i futbol americà. Té una capacitat de 45.596 espectadors.
El 17 de desembre de 2014, el Consell de Washington DC va aprovar la construcció d'un nou estadi de futbol a Buzzard Point, molt a prop del Nationals Park. Està previst que s'inauguri a mitjan temporada 2018. El 15 de febrer de 2017, la marca alemanya Audi va signar un contracte per dotze anys, i el nou estadi es va rebatetjar Audi Field.

## Propietaris
- Washington Soccer LP (1996-2001)
- Anschutz Entertainment Group (2001-2007)
- DC United Holdings (2007-Present)

## Entrenadors
- Bruce Arena (1996–1998)

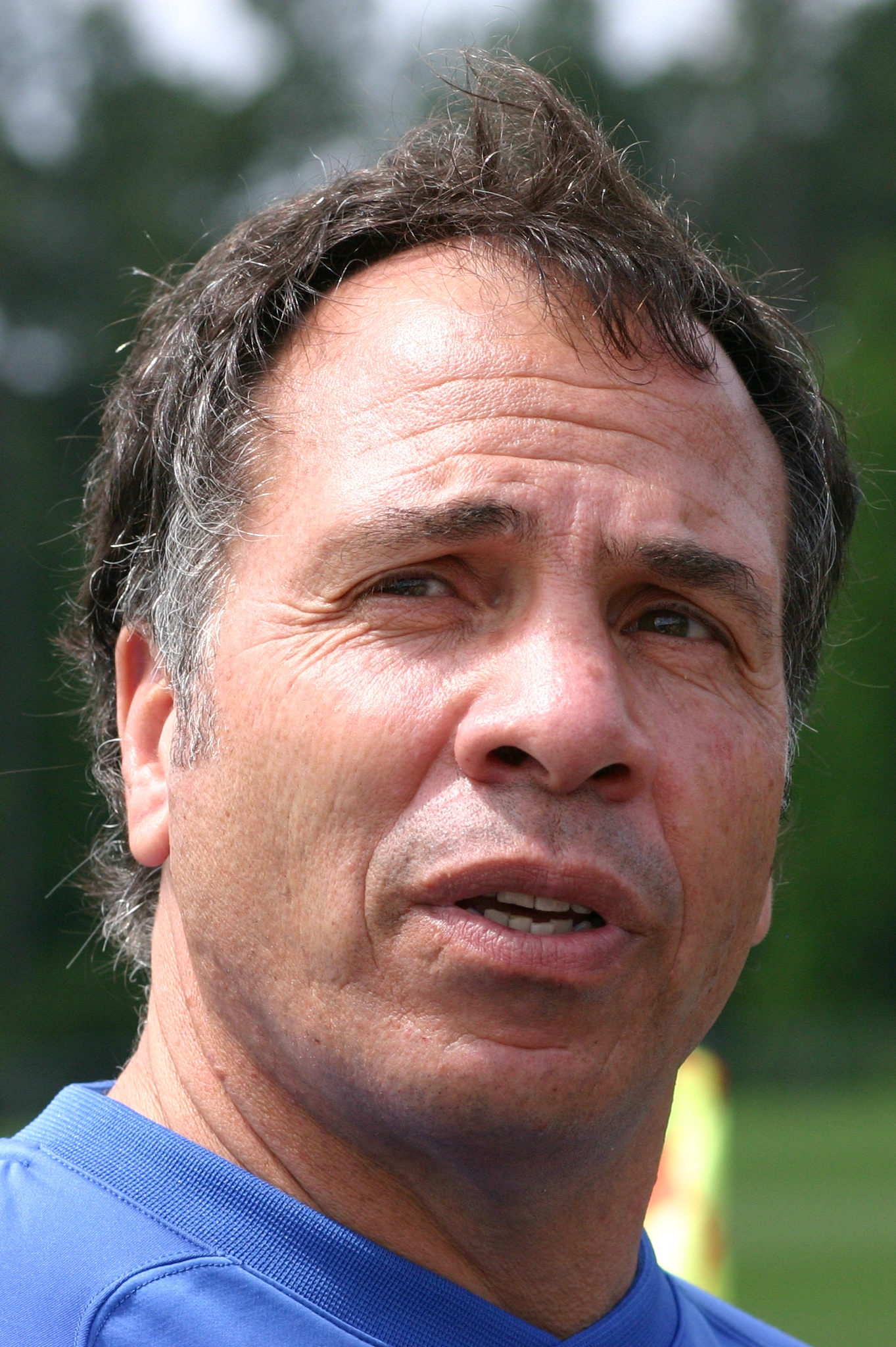
Bruce Arena, primer entrenador del DC United.

- Thomas Rongen (1999–2001)
- Ray Hudson (2002–2003)
- Peter Nowak (2004–2006)
- Tom Soehn (2007—2009)
- Curt Onalfo (2010)
- Ben Olsen (2010—)

## Futbolistes destacats
- Freddy Adu (2004–2006)
- Jeff Agoos (1996–2000)

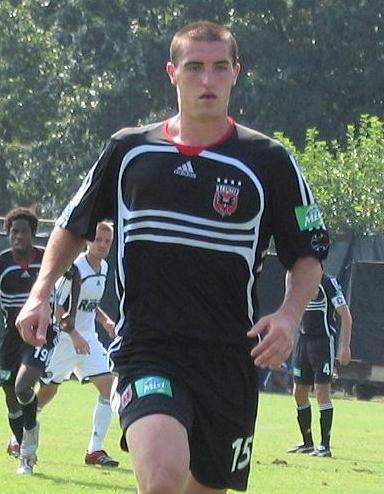
Rod Dyachenko, centrecampista del DC United.

- Bobby Boswell (2005–2007)
- Ronald Cerritos (2003–2004)
- Bobby Convey (2000–2004)
- Raúl Díaz Arce (1996–1997; 2000–2001)
- Alecko Eskandarian (2003–2006)
- Marco Etcheverry (1996–2003)
- Christian Gómez (2004–2007)
- John Harkes (1996–1998)
- Dema Kovalenko (2003–2005)
- Roy Lassiter (1998–1999; 2002)
- Carlos Llamosa (1997–2000)
- Ryan Nelsen (2001–2005)
- Eddie Pope (1996–2002)
- Tony Sanneh (1996–1998)
- Earnie Stewart (2003–2004)
- Hristo Stoítxkov (2003)
- Richie Williams (1996–2000; 2002)